# Oamenii din umbră
Oamenii din umbră (titlu original: Billion Dollar Brain) este un film britanic cu spioni din 1967 regizat de Ken Russell. Rolurile principale au fost interpretate de actorii Michael Caine, Karl Malden, Ed Begley, Oscar Homolka și Françoise Dorléac. Scenariul este bazat pe romanul omonim al lui Len Deighton. Titlul în engleză  se referă la creierul unui calculator sofisticat (Honeywell 200) care este folosit de o organizație anti-comunistă pentru a controla la nivel mondial rețeaua sa de spionaj anti-sovietică. 

## Distribuție
- Michael Caine - Harry Palmer
- Karl Malden - Leo Newbigen
- Ed Begley - General Midwinter
- Oskar Homolka - Colonel Stok
- Françoise Dorléac - Anya
- Guy Doleman - Colonelul Ross
- Vladek Sheybal - Doctor Eiwort
- Milo Sperber - Basil
- Susan George - rusoaica din tren